# Спот (сделка)
Спот (англ. spot «на месте») — условия расчётов, при которых оплата по сделке производится немедленно (как правило, в течение двух дней). Сделки «спот» называются также наличными или кассовыми. В технике расчётов противопоставляются срочным (тж. «форвардным», англ. forward) сделкам, с проведением расчётов по истечении заранее обговорённого периода. Местом совершения сделок спот могут быть: межбанковский валютный рынок, фондовые и иные биржи, а также внебиржевые рынки (товарный, фондовый и валютный).

## Техника сделок
Уполномоченные банки могут покупать или продавать иностранную валюту, заключая, как было указано выше, сделки её купли-продажи с установлением поставки средств по этим сделкам не позднее второго рабочего банковского дня с даты их заключения. Данный вид сделок называется спотовой (кассовой, наличной) валютной сделкой, а проводимые по ней операции осуществляются на условиях «спот» с расчётом по цене спот. Под названием «спотовые валютные сделки» объединены три вида сделок по купле-продаже иностранной валюты, предусматривающие поставку средств по ним:
1. в день заключения сделки (такие сделки и фиксируемый в них курс носят название сделок TOD, от англ. today «сегодня»);
2. на следующий рабочий день после заключения сделки (такие сделки и фиксируемый в них курс носят название TOM от англ. tomorrow «завтра»);
3. через один (то есть на второй) рабочий день после заключения сделки. Такие сделки носят название сделок «спот» (жарг. «спотовые сделки»), а фиксируемый в них курс называется спотовым, или курсом «спот».

Так, при дате валютирования послезавтра, то есть T+2, сделка совершается по курсу «спот». При поставке завтра (T+1) — TOM. При дате валютирования сегодня — TOD.